# NGC 19
NGC 19 је спирална галаксија у сазвежђу Андромеда која се налази на NGC листи објеката дубоког неба.
Деклинација објекта је + 32° 58' 58" а ректасцензија 0h 10m 40,8s. Привидна величина (магнитуда) објекта NGC 19 износи 13,3 а фотографска магнитуда 14,1. Налази се на удаљености од 60,510 милиона парсека од Сунца. NGC 19 је још познат и под ознакама UGC 98, MCG 5-1-46, CGCG 499-65, KAZ 18, IRAS 00080+3242, PGC 759.